# 武夷山

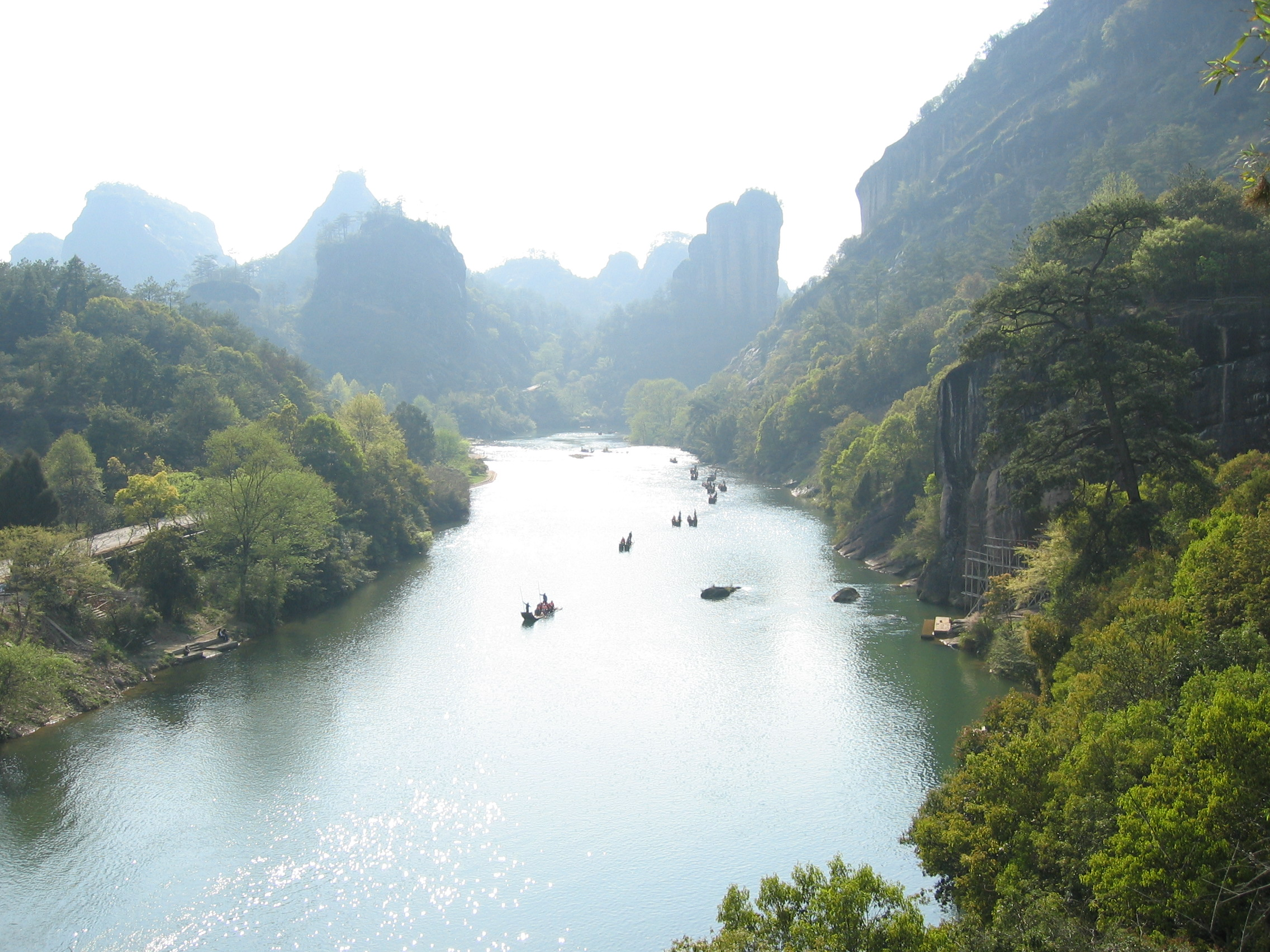
九曲渓、正面が玉女峰

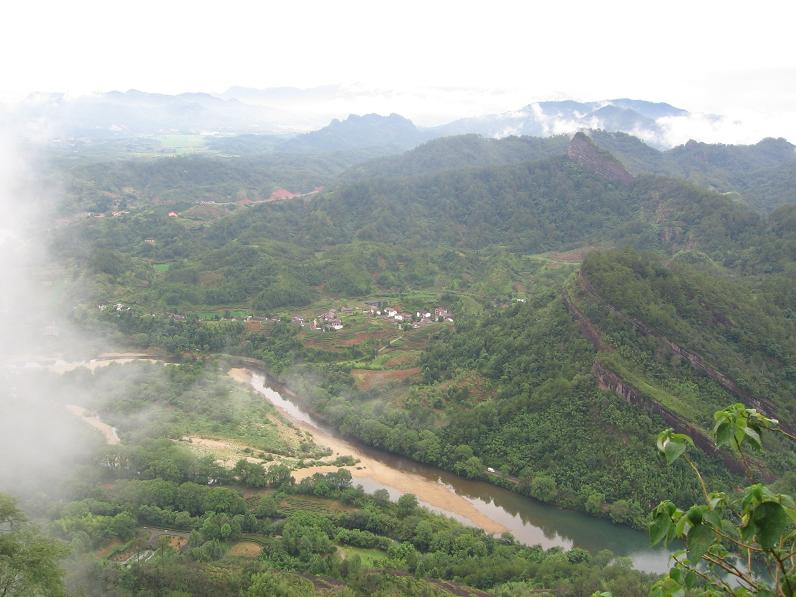
武夷山周辺

武夷山（ぶいさん）は中国・福建省にある黄崗山（2158メートル）を中心とする山系の総称。山水の名勝として有名で、黄山、桂林と並び中国人が人生一度は訪れたいとされる場所の一つとされる。1999年以降ユネスコの世界遺産（複合遺産）に登録。中華人民共和国国家級風景名勝区（1982年認定）・中国の5A級観光地（2007年認定）で、年間350万人の観光客が訪れている。

## 概要
武夷山脈は中国の江西省と福建省の境界にまたがる。北は仙霞嶺山脈に、南は九連山に接し、東北から西南方向に伸びている。長さは約550キロメートル、海抜は1000メートル前後である。長江水系の贛江・撫河・信江と、福建省に流れる閩江などの大河の分水嶺でもある。黄崗山（海抜2158メートル）はこの山脈の主峰で、江西省鉛山県と福建省武夷山市の境界線上にあり、中国大陸東南部の最高峰である。1979年には5万7300平方キロメートルの範囲に武夷山国家自然保護区が設置されている。
黄崗山を中心にした武夷山風景区が世界遺産に登録されている。風景区内は砂礫岩でできた比較的低い丘陵や山が広がるが、赤く切り立った崖や柱のような峰が多く、その間をめぐる渓谷ともども「武夷仙境」「奇秀甲東南」と称えられてきた。地理的には、平均350メートルの高度を持ち亜熱帯気候に属するため、冬でも比較的温暖である。年間2000ミリメートルもの降雨が山を削り、雲を生み、美しい九曲渓を作り出している。
450種以上の脊椎動物、5000種以上の昆虫、チュウゴクイチイなどの2500種以上の植物が現在までに確認されており、周辺の武夷山市、建陽区、光沢県の各一部を含む一帯は1987年にユネスコの生物圏保護区に指定された。野生のチャノキが自生している土地であり、ここで採れる茶葉から作る烏龍茶は香りと味が良いと評判で、特に岩に張り付くように育つ茶葉は「武夷岩茶」と呼ばれ、最高級品の扱いである。また、独特のフレーバーをもつ紅茶ラプサン・スーチョンの産地でもある。
景観として特に美しいとされるのが「九曲渓」で、川岸には36の岩山が立ち並ぶ。ここを竹の筏で、およそ9キロメートルほどを川下りながら、観光ができるようになっている。周囲の岩山の中でも特に有名なものが「玉女峰」で、外に見える岩肌が美しいので、美女にたとえられこの名前が付いた。その対岸には大王峰（530メートル）があり、玉女峰と恋愛関係にあるとされるが、その間に鉄板鬼と呼ばれる青黒い岩があり、これが邪魔をして二つの山が出会えないようにしているという古典文学的な伝説がある。
また、朱子学の開祖、朱熹が講学を行ったとされる紫陽書院なども残っている。

## 交通
- 武夷山空港
- 京福高速道路
- 南平駅よりバス

## 登録基準
この世界遺産は世界遺産登録基準のうち、以下の条件を満たし、登録された（以下の基準は世界遺産センター公表の登録基準からの翻訳、引用である）。
- (3) 現存するまたは消滅した文化的伝統または文明の、唯一のまたは少なくとも稀な証拠。
- (6) 顕著で普遍的な意義を有する出来事、現存する伝統、思想、信仰または芸術的、文学的作品と直接にまたは明白に関連するもの（この基準は他の基準と組み合わせて用いるのが望ましいと世界遺産委員会は考えている）。
- (7) ひときわすぐれた自然美及び美的な重要性をもつ最高の自然現象または地域を含むもの。
- (10) 生物多様性の本来的保全にとって、もっとも重要かつ意義深い自然生息地を含んでいるもの。これには科学上または保全上の観点から、すぐれて普遍的価値を持つ絶滅の恐れのある種の生息地などが含まれる。